# Großer Preis von Frankreich 2007
Der Große Preis von Frankreich 2007 (offiziell Formula 1 Grand Prix de France 2007) fand am 1. Juli auf dem Circuit de Nevers Magny-Cours in Magny-Cours statt und war das achte Rennen der Formel-1-Weltmeisterschaft 2007.

## Bericht

### Hintergrund

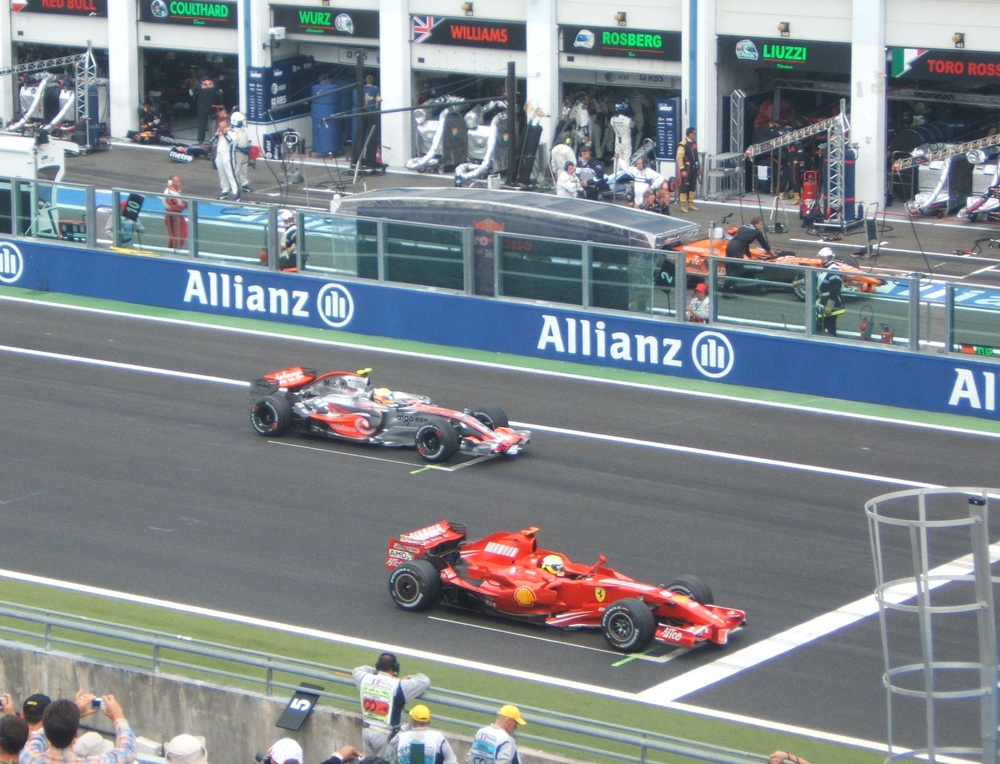
Felipe Massa und Lewis Hamilton in der ersten Startreihe

Nach dem Großen Preis der USA führte Lewis Hamilton in der Fahrerwertung mit zehn Punkten vor Fernando Alonso und mit 19 Punkten vor Felipe Massa. In der Konstrukteurswertung führte McLaren-Mercedes mit 35 Punkten vor Ferrari und mit 67 Punkten vor BMW-Sauber.
Vor dem Rennwochenende gab es einen Fahrerwechsel: Nachdem Robert Kubica beim Rennen zuvor aussetzen musste und dort von Sebastian Vettel ersetzt wurde, kehrte er nun zurück ins Cockpit bei BMW-Sauber.
Mit Alonso, David Coulthard und Ralf Schumacher (jeweils einmal) traten drei ehemalige Sieger zu diesem Grand Prix an.

### Training
Im ersten freien Training war Kimi Räikkönen mit einer Zeit von 1:15,382 Minuten der Schnellste, gefolgt von Massa und Alonso.
Im zweiten freien Training setzte sich dann Massa mit 1:15,453 Minuten an die Spitze. Räikkönen wurde Zweiter, Scott Speed Dritter.
Im dritten freien Training fuhr dann Hamilton mit 1:14,843 Minuten die schnellste Zeit vor Massa und Räikkönen.

### Qualifying
Das Qualifying bestand aus drei Teilen mit einer Nettolaufzeit von 45 Minuten. Im ersten Qualifying-Segment (Q1) hatten die Fahrer 18 Minuten Zeit, um sich für das Rennen zu qualifizieren. Die besten 16 Fahrer erreichten den nächsten Teil. Hamilton fuhr mit 1:14,805 Minuten die beste Rundenzeit. Vitantonio Liuzzi, Alexander Wurz und sowohl die beiden Super Aguri, als auch die beiden Spyker schieden aus.
Im zweiten Qualifikationsabschnitt (Q2) war erneut Hamilton mit 1:14,795 Minuten Schnellster. Schumacher, beide Honda, beide Red Bull und Speed schieden aus.
Im letzten Qualifikationsabschnitt (Q3) fuhr dann Massa mit 1:15,034 Minuten die schnellste Runde und sicherte sich seine vierte Pole-Position der Saison und seine siebte insgesamt. Zweiter wurde Hamilton vor dem zweiten Ferrari von Räikkönen.

### Rennen
In der Nacht vor dem Grand Prix kamen bei einem Hubschrauberabsturz an der Strecke Emmanuel Longobardi, ein bekannter PR-Mitarbeiter, der Pilot Pierre Bennehard und der Neuseeländer Simon MacGill ums Leben, während ein Bridgestone-Mitarbeiter und sein Neffe verletzt wurden.
Was das Rennen angeht, entschied sich Adrian Sutil vor dem Rennen dazu, von der Box aus zu starten. Beim Start übernahm Massa sofort die Führung und Räikkönen überholte Hamilton und rückte so auf den zweiten Platz vor, während hinten eine Berührung zwischen Anthony Davidson und Liuzzi beide Fahrer zum Ausfall zwang. Ebenfalls in der ersten Runde traf Jarno Trulli Heikki Kovalainen an der Adelaide-Kurve. Der Italiener musste aufgeben. Am Ende des Rennens entschuldigte sich Trulli bei Kovalainen für den von ihm verursachten Unfall. Alonso lag zu diesem Zeitpunkt auf dem achten Platz und kletterte dann auf den siebten Platz, nachdem er Nico Rosberg in der Lycee-Kurve in der zweiten Runde überholte. Der Asturier griff drei Runden später an derselben Stelle auch Nick Heidfeld an, wurde aber am Kurvenausgang erneut überholt. Er blieb bis zur 16. Runde hinter dem Deutschen hängen, fuhr dann aber zum Tanken an die Box. Auch Hamilton ging in der gleichen Runde an die Box. In der 19. Runde folgte dann Massa und in der 22. Runde Räikkönen. Nach den Stopps lautete die Reihenfolge Massa, Räikkönen, Hamilton, Kubica, Jenson Button, welcher noch nicht an der Box war, Heidfeld, Giancarlo Fisichella und Alonso.
Bei den Boxenstopps verkürzte der Finne von Ferrari den Rückstand auf seinen Teamkollegen auf zwei Sekunden. Alonso griff weiter an und überholte Fisichella in der 23. Runde an der Adelaide-Kurve. Zehn Runden später überholte er auch Heidfeld. Währenddessen tankte Button in Runde 32 auf, wobei der Honda von den neuesten Verbesserungen profitierte.
Für Aufregung sorgte der Niederländer Christijan Albers, als er beim Boxenstopp in der 30. Runde zu früh losfuhr, den Tankschlauch mitriss und damit einen Mechaniker zu Boden warf.
In der 37. Runde kam Hamilton zum Tanken zu seinem zweiten Boxenstopp, zog erneut harte Reifen auf und machte damit deutlich, dass er eine Drei-Stopp-Strategie verfolgte. Er befand sich im Kampf mit Kubica und überholte ihn in der Haarnadelkurve sofort, wodurch er sich den dritten Platz sicherte. Massa tankte in Runde 43 auf, als er 3,5 Sekunden vor Räikkönen lag. Der Finne hatte drei zusätzliche Runden, in denen es ihm gelang, den Vorsprung auszubauen und die Führung im Rennen zu übernehmen. Alonso, der in der 37. Runde anhielt, fand sich erneut hinter Fisichella und Heidfeld wieder, die etwa zehn Runden später nachtankten und so ihre Positionen behaupteten.
Räikkönen gewann das Rennen vor seinem Teamkollegen Massa und Hamilton, welcher in seinem achten Rennen zum achten Mal aufs Podium fuhr. Ferrari erzielte damit seinen ersten Doppelsieg der Saison. Die restlichen Punkteplatzierungen belegten Kubica, Heidfeld, Fisichella, Alonso und Button. Für Räikkönen war es der elfte Sieg in der Formel-1-Weltmeisterschaft.
Sowohl in der Fahrer- als auch in der Konstrukteurswertung blieben die ersten drei Positionen unverändert.

## Meldeliste
| Team                        | Nr. | Fahrer               | Chassis           | Motor                | Reifen |
| --------------------------- | --- | -------------------- | ----------------- | -------------------- | ------ |
| Vodafone McLaren Mercedes   | 01  | Fernando Alonso      | McLaren MP4-22    | Mercedes-Benz 2.4 V8 | B      |
| Vodafone McLaren Mercedes   | 02  | Lewis Hamilton       | McLaren MP4-22    | Mercedes-Benz 2.4 V8 | B      |
| ING Renault F1 Team         | 03  | Giancarlo Fisichella | Renault R27       | Renault 2.4 V8       | B      |
| ING Renault F1 Team         | 04  | Heikki Kovalainen    | Renault R27       | Renault 2.4 V8       | B      |
| Scuderia Ferrari Marlboro   | 05  | Felipe Massa         | Ferrari F2007     | Ferrari 2.4 V8       | B      |
| Scuderia Ferrari Marlboro   | 06  | Kimi Räikkönen       | Ferrari F2007     | Ferrari 2.4 V8       | B      |
| Honda Racing F1 Team        | 07  | Jenson Button        | Honda RA107       | Honda 2.4 V8         | B      |
| Honda Racing F1 Team        | 08  | Rubens Barrichello   | Honda RA107       | Honda 2.4 V8         | B      |
| BMW Sauber F1 Team          | 09  | Nick Heidfeld        | BMW Sauber F1.07  | BMW 2.4 V8           | B      |
| BMW Sauber F1 Team          | 10  | Robert Kubica        | BMW Sauber F1.07  | BMW 2.4 V8           | B      |
| Panasonic Toyota Racing     | 11  | Ralf Schumacher      | Toyota TF107      | Toyota 2.4 V8        | B      |
| Panasonic Toyota Racing     | 12  | Jarno Trulli         | Toyota TF107      | Toyota 2.4 V8        | B      |
| Red Bull Racing             | 14  | David Coulthard      | Red Bull RB3      | Renault 2.4 V8       | B      |
| Red Bull Racing             | 15  | Mark Webber          | Red Bull RB3      | Renault 2.4 V8       | B      |
| AT&T Williams               | 16  | Nico Rosberg         | Williams FW29     | Toyota 2.4 V8        | B      |
| AT&T Williams               | 17  | Alexander Wurz       | Williams FW29     | Toyota 2.4 V8        | B      |
| Scuderia Toro Rosso         | 18  | Vitantonio Liuzzi    | Toro Rosso STR-02 | Ferrari 2.4 V8       | B      |
| Scuderia Toro Rosso         | 19  | Scott Speed          | Toro Rosso STR-02 | Ferrari 2.4 V8       | B      |
| Etihad Aldar Spyker F1 Team | 20  | Adrian Sutil         | Spyker F8-VII     | Ferrari 2.4 V8       | B      |
| Etihad Aldar Spyker F1 Team | 21  | Christijan Albers    | Spyker F8-VII     | Ferrari 2.4 V8       | B      |
| Super Aguri F1 Team         | 22  | Takuma Satō          | Super Aguri SA07  | Honda 2.4 V8         | B      |
| Super Aguri F1 Team         | 23  | Anthony Davidson     | Super Aguri SA07  | Honda 2.4 V8         | B      |

## Klassifikationen

### Qualifying
| Pos. | Fahrer               | Konstrukteur       | Q1       | Q2         | Q3         | Start |
| ---- | -------------------- | ------------------ | -------- | ---------- | ---------- | ----- |
| 01   | Felipe Massa         | Ferrari            | 1:15,303 | 1:14,822   | 1:15,034   | 01    |
| 02   | Lewis Hamilton       | McLaren-Mercedes   | 1:14,805 | 1:14,795   | 1:15,104   | 02    |
| 03   | Kimi Räikkönen       | Ferrari            | 1:14,872 | 1:14,828   | 1:15,257   | 03    |
| 04   | Robert Kubica        | BMW Sauber         | 1:15,778 | 1:15,066   | 1:15,493   | 04    |
| 05   | Giancarlo Fisichella | Renault            | 1:16,047 | 1:15,227   | 1:15,674   | 05    |
| 06   | Heikki Kovalainen    | Renault            | 1:15,524 | 1:15,272   | 1:15,826   | 06    |
| 07   | Nick Heidfeld        | BMW Sauber         | 1:15,783 | 1:15,149   | 1:15,900   | 07    |
| 08   | Jarno Trulli         | Toyota             | 1:16,118 | 1:15:379   | 1:15,935   | 08    |
| 09   | Nico Rosberg         | Williams-Toyota    | 1:16,092 | 1:15,331   | 1:16,328   | 09    |
| 10   | Fernando Alonso      | McLaren-Mercedes   | 1:15,322 | 1:15,084   | keine Zeit | 10    |
| 11   | Ralf Schumacher      | Toyota             | 1:15,760 | 1:15,534   | –          | 11    |
| 12   | Jenson Button        | Honda              | 1:16,113 | 1:15,584   | –          | 12    |
| 13   | Rubens Barrichello   | Honda              | 1:16,140 | 1:15,761   | –          | 13    |
| 14   | Mark Webber          | Red Bull-Renault   | 1:15,746 | 1:15,806   | –          | 14    |
| 15   | Scott Speed          | Toro Rosso-Ferrari | 1:16,049 | 1:16,049   | –          | 15    |
| 16   | David Coulthard      | Red Bull-Renault   | 1:15,915 | keine Zeit | –          | 16    |
| 17   | Vitantonio Liuzzi    | Toro Rosso-Ferrari | 1:16,142 | –          | –          | 17    |
| 18   | Alexander Wurz       | Williams-Toyota    | 1:16,241 | –          | –          | 18    |
| 19   | Takuma Satō          | Super Aguri-Honda  | 1:16,244 | –          | –          | 22    |
| 20   | Anthony Davidson     | Super Aguri-Honda  | 1:16,366 | –          | –          | 19    |
| 21   | Christijan Albers    | Spyker-Ferrari     | 1:17,826 | –          | –          | 20    |
| 22   | Adrian Sutil         | Spyker-Ferrari     | 1:17,915 | –          | –          | 21    |

Anmerkungen
1. ↑  Satō wurde wegen unerlaubtem Überholen während gelber Flaggen ans Ende des Feldes versetzt.

### Rennen
| Pos. | Fahrer               | Konstrukteur       | Runden | Stopps | Zeit        | Start | Schnellste Runde |
| ---- | -------------------- | ------------------ | ------ | ------ | ----------- | ----- | ---------------- |
| 01   | Kimi Räikkönen       | Ferrari            | 70     | 2      | 1:30:54,200 | 03    | 1:16,207 (20.)   |
| 02   | Felipe Massa         | Ferrari            | 70     | 2      | + 2,414     | 01    | 1:16,099 (42.)   |
| 03   | Lewis Hamilton       | McLaren-Mercedes   | 70     | 3      | + 32,153    | 02    | 1:16,587 (39.)   |
| 04   | Robert Kubica        | BMW Sauber         | 70     | 2      | + 41,727    | 04    | 1:17,153 (44.)   |
| 05   | Nick Heidfeld        | BMW Sauber         | 70     | 2      | + 48,801    | 07    | 1:16,875 (70.)   |
| 06   | Giancarlo Fisichella | Renault            | 70     | 2      | + 52,210    | 05    | 1:16,703 (70.)   |
| 07   | Fernando Alonso      | McLaren-Mercedes   | 70     | 2      | + 56,516    | 10    | 1:16,495 (36.)   |
| 08   | Jenson Button        | Honda              | 70     | 2      | + 58,885    | 12    | 1:16,770 (70.)   |
| 09   | Nico Rosberg         | Williams-Toyota    | 70     | 2      | + 1:08,505  | 09    | 1:17,011 (69.)   |
| 10   | Ralf Schumacher      | Toyota             | 69     | 2      | + 1 Runde   | 11    | 1:16,966 (68.)   |
| 11   | Rubens Barrichello   | Honda              | 69     | 2      | + 1 Runde   | 13    | 1:17,220 (68.)   |
| 12   | Mark Webber          | Red Bull-Renault   | 69     | 2      | + 1 Runde   | 14    | 1:17,249 (69.)   |
| 13   | David Coulthard      | Red Bull-Renault   | 69     | 2      | + 1 Runde   | 16    | 1:17,447 (68.)   |
| 14   | Alexander Wurz       | Williams-Toyota    | 69     | 2      | + 1 Runde   | 18    | 1:17,240 (69.)   |
| 15   | Heikki Kovalainen    | Renault            | 69     | 3      | + 1 Runde   | 06    | 1:17,206 (69.)   |
| 16   | Takuma Satō          | Super Aguri-Honda  | 68     | 2      | + 2 Runden  | 22    | 1:17,796 (39.)   |
| 17   | Adrian Sutil         | Spyker-Ferrari     | 68     | 3      | + 2 Runden  | Box   | 1:18,081 (27.)   |
| –    | Scott Speed          | Toro Rosso-Ferrari | 55     | 2      | DNF         | 15    | 1:17,934 (51.)   |
| –    | Christijan Albers    | Spyker-Ferrari     | 28     | 1      | DNF         | 20    | 1:18,955 (27.)   |
| –    | Anthony Davidson     | Super Aguri-Honda  | 1      | 0      | DNF         | 19    | –                |
| –    | Jarno Trulli         | Toyota             | 1      | 0      | DNF         | 08    | –                |
| –    | Vitantonio Liuzzi    | Toro Rosso-Ferrari | 0      | 0      | DNF         | 17    | –                |

## WM-Stände nach dem Rennen
Die ersten acht des Rennens bekamen 10, 8, 6, 5, 4, 3, 2 bzw. 1 Punkt(e).

### Fahrerwertung
| Pos. | Fahrer               | Konstrukteur     | Punkte |
| ---- | -------------------- | ---------------- | ------ |
| 01   | Lewis Hamilton       | McLaren-Mercedes | 64     |
| 02   | Fernando Alonso      | McLaren-Mercedes | 50     |
| 03   | Felipe Massa         | Ferrari          | 47     |
| 04   | Kimi Räikkönen       | Ferrari          | 42     |
| 05   | Nick Heidfeld        | BMW Sauber       | 30     |
| 06   | Robert Kubica        | BMW Sauber       | 17     |
| 07   | Giancarlo Fisichella | Renault          | 16     |
| 08   | Heikki Kovalainen    | Renault          | 12     |
| 09   | Alexander Wurz       | Williams-Toyota  | 8      |
| 10   | Jarno Trulli         | Toyota           | 7      |
| 11   | Nico Rosberg         | Williams-Toyota  | 5      |
| 12   | David Coulthard      | Red Bull-Renault | 4      |

| Pos. | Fahrer             | Konstrukteur       | Punkte |
| ---- | ------------------ | ------------------ | ------ |
| 13   | Takuma Satō        | Super Aguri-Honda  | 4      |
| 14   | Mark Webber        | Red Bull-Renault   | 2      |
| 15   | Ralf Schumacher    | Toyota             | 2      |
| 16   | Jenson Button      | Honda              | 1      |
| 17   | Sebastian Vettel   | BMW Sauber         | 1      |
| 18   | Scott Speed        | Toro Rosso-Ferrari | 0      |
| 19   | Rubens Barrichello | Honda              | 0      |
| 20   | Anthony Davidson   | Super Aguri-Honda  | 0      |
| 21   | Adrian Sutil       | Spyker-Ferrari     | 0      |
| 22   | Christijan Albers  | Spyker-Ferrari     | 0      |
| 23   | Vitantonio Liuzzi  | Toro Rosso-Ferrari | 0      |

### Konstrukteurswertung
| Pos. | Konstrukteur     | Punkte |
| ---- | ---------------- | ------ |
| 01   | McLaren Mercedes | 114    |
| 02   | Ferrari          | 89     |
| 03   | BMW Sauber       | 48     |
| 04   | Renault          | 28     |
| 05   | Williams-Toyota  | 13     |
| 06   | Toyota           | 9      |

| Pos. | Konstrukteur       | Punkte |
| ---- | ------------------ | ------ |
| 07   | Red Bull-Renault   | 6      |
| 08   | Super Aguri-Honda  | 4      |
| 09   | Honda              | 1      |
| 10   | Toro Rosso-Ferrari | 0      |
| 11   | Spyker-Ferrari     | 0      |